# Ultrafialoví
Ultrafialoví (v polském originále Ultraviolet) je polský kriminální televizní seriál produkovaný AXN. Je vysílán od 25. října 2017 na AXN.
Děj seriálu se odehrává v Łodzi, kde se i natáčel. Natáčení první série probíhalo od července do zářím 2017. V dubnu 2019 byla potvrzena druhá, 12dílná série, ta byla na AXN vysílána od 2. října 2019. První sérii vysílala v létě 2019 také stanice Polsat, druhá série je dostupná i online na platformě ipla, kompletní seriál je pak dostupný rovněž na platformě Netflix. První série byla nominována na cenu za nejlepší TV seriál ze střední a východní Evropy na festivalu Serial Killer.

## Předloha
Inspirací k filmu byla kniha Deborah Halber The Skeleton Crew: How Amateur Sleuths Are Solving America's Coldest Cases vydané 1. července 2014 v New Yorku. V knize se řeší sklady plané krabic s kosterními ostatky jako hlavních důkazů nevyřešených vražd. A do těchto se pouští tzv. "detektivové od stolu", i formou inline komunitní spolupráce.

## Úvodní situace
30letá Aleksandra Serafin se z osobních důvodů vrací po několika letech z Londýna do rodné Łodže, kde se stává svědkem smrti dívky. Policie usoudí, šlo o sebevraždu. Ola se nechce smířit s uzavřením vyšetřování, tak připojuje k internetové skupině detektivů-amatérů s názvem „Ultrafialoví”, kteří na vlastní pěst za pomoci novodobých technologií řeší kriminální záhady.

## Obsazení
- Marta Nieradkiewicz jako Aleksandra Serafin-Łozińska
- Sebastian Fabijański jako aspirant Michał Holender
- Magdalena Czerwińska jako podkomisař Beata Misiak
- Bartłomiej Topa jako inspektor Waldemar Kraszewski
- Michał Żurawski jako Tomasz Molak
- Karolina Chapko jako Dorota Polańska
- Paulina Chapko jako Regina Polańska
- Viet Anh Do jako Piast Kołodziej
- Marek Kalita jako Henryk Bąk
- Agata Kulesza jako Anna Serafin
- Katarzyna Cynke jako Grażyna Molak

## Vysílání
| Řada | Díly | Premiéra v Polsku | Premiéra v Polsku | Premiéra v ČR      | Premiéra v ČR     |
| Řada | Díly | První díl         | Poslední díl      | První díl          | Poslední díl      |
| ---- | ---- | ----------------- | ----------------- | ------------------ | ----------------- |
| 1    | 10   | 25. října 2017    | 20. prosince 2017 | 27. listopadu 2017 | 29. ledna 2018    |
| 2    | 12   | 2. října 2019     | 18. prosince 2019 | 11. května 2020    | 24. prosince 2020 |